# 코르콘티족

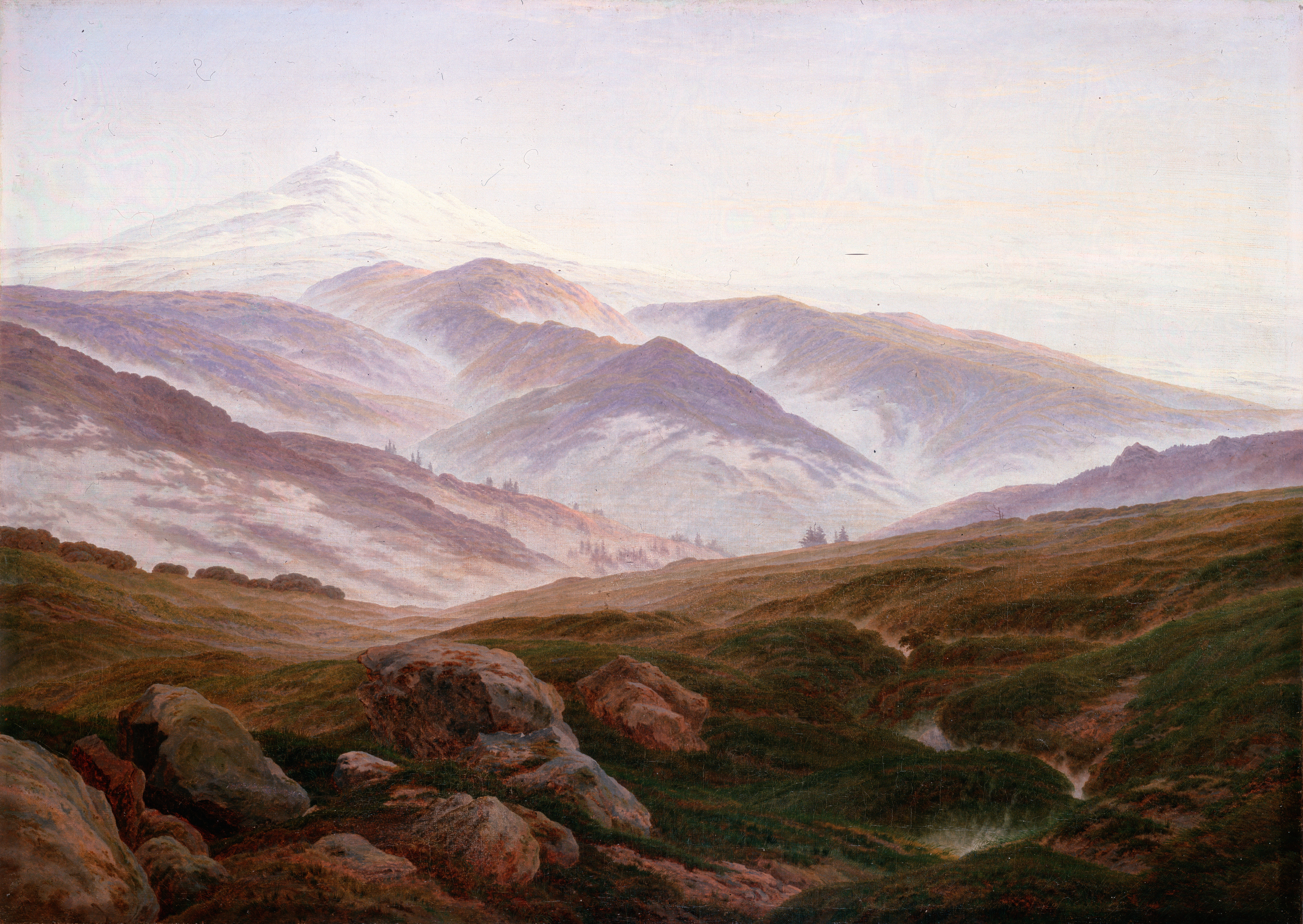
카스파르 다비트 프리드리히가 그린 '리젠게비르게의 추억'(1835년 이전)

코르콘티족(Corconti) 또는 코르콘토이족(Korkontoi)은 프톨레마이오스(83년-161년)의 '지리학'에서 게르만족의 한 부류로 언급된 고대 민족이다 (2.10). 이들은 엘베강 인근 아스키부르기오스산 근접한 곳에 살았다. 아스키부르기오스산은 오늘날 수데티산맥(체코어 크르코노셰산맥, 폴란드어 카르코노셰산맥, 독일어 리젠게비르게산맥)의 끝자락에 위치했었다.
부족의 이름은 그 지역에 대한 슬라브어 명칭과 관련이 있을 수 있으나 확실치는 않다. 프톨레마이오스는 마그나 게르마니아에 거주했던 민족들을 언급하면서 코르콘티 부족을 이야기하였다. 이들의 동쪽에 이웃한 이들로는 비스와강의 수원과 마주하고 있던 루기 부리족이 있었다.

## 같이 보기
- 게르만 부족 목록

## 참고 문헌
- Opera Corcontica - 코르코노셰 국립공원에 대한 과학 저널